# Heßler (Gelsenkirchen)
Heßler ist ein Stadtteil von Gelsenkirchen in Nordrhein-Westfalen.

## Geographie
Heßler gehört zum Gelsenkirchener Stadtbezirk Mitte und liegt nordwestlich des Gelsenkirchener Stadtzentrums. Die nordwestliche Begrenzung bildet die Emscher, die nordöstliche die Emschertalbahn und die südöstliche die Bundesautobahn 42. Im Südwesten grenzt Heßler an den Essener Stadtteil Altenessen.
Der Siedlungskern von Heßler erstreckt sich nördlich und südlich der Straße Fersenbruch, dem Zentrum des Stadtteils. Das Gebiet nördlich der Grothussstraße wird vorwiegend geweblich genutzt, während der Westen des Stadtteils vom Nordsternpark eingenommen wird. Im Süden des Stadtteils liegen mit dem Gelsenkirchener Westfriedhof sowie der renaturierten Halde Wilhelmine Victoria II/III weitere Grünflächen.
Die bis 1903 bestehende ehemalige Gemeinde Heßler, deren Umfang ungefähr der heutigen Gemarkung Heßler entspricht, umfasste auch noch größere Gebiete der heutigen Stadtteile Schalke und Feldmark.

## Geschichte
Heßler war ursprünglich eine aus Einzelhöfen bestehende westfälische Bauerschaft und lag im äußersten nordwestlichen Zipfel der Grafschaft Mark. In der Bauerschaft lag auch der inzwischen abgegangene Adelssitz Haus Goor, an den heute noch der Goorshof erinnern. Seit dem 19. Jahrhundert bildete Heßler eine Landgemeinde in der preußischen Provinz Westfalen. Die Gemeinde gehörte zunächst zum Amt Wattenscheid des Kreises Bochum, dann ab 1868 zum Amt Gelsenkirchen und ab 1876 zum Amt Schalke. Das Amt Schalke kam 1885 zum neuen Kreis Gelsenkirchen. Am 1. April 1903 wurde Heßler zusammen mit weiteren Gemeinden in die kreisfreie Stadt Gelsenkirchen eingemeindet.
Der Hauptfaktor für die Industrialisierung und das Bevölkerungswachstum von Heßler war die Zeche Wilhelmine Victoria, die von 1860 bis in die 1970er Jahre Steinkohle förderte.
Auf dem Gebiet des heutigen Nordsternparks fand 1997 die Bundesgartenschau statt.

## Bevölkerung
Zum 31. Dezember 2023 lebten 5.715 Einwohner in Heßler.
- Anteil der weiblichen Bevölkerung: 50,0 % (Gelsenkirchener Durchschnitt: 50,5 %)[3]
- Anteil der männlichen Bevölkerung: 50,0 % (Gelsenkirchener Durchschnitt: 49,5 %)[4]
- Ausländeranteil: 16,4 % (Gelsenkirchener Durchschnitt: 26,0 %)[5]

### Einwohnerentwicklung
| Jahr | Einwohner | Quelle |
| ---- | --------- | ------ |
| 1871 | 620       | [ 6 ]  |
| 1885 | 2.039     | [ 7 ]  |
| 1895 | 3.508     | [ 8 ]  |
| 1975 | 9.805     | [ 9 ]  |
| 1980 | 7.086     |        |
| 1985 | 6.776     |        |
| 1990 | 6.980     |        |
| 1995 | 7.032     |        |
| 2000 | 6.555     |        |
| 2005 | 6.325     |        |
| 2010 | 5.854     |        |
| 2015 | 5.923     |        |
| 2020 | 5.637     |        |

## Baudenkmale
Die Wohnhäuser der Arbeitersiedlung Klapheckenhof, mehrere Gebäude des ehemaligen Schlachthofs an der Grothusstraße, das Wohnhaus Fersenbruch 38/40, die Hofanlage Fersenbruch 142, die Villa Kanzlerstraße 23, das Kriegerdenkmal und die Trauerhalle des Westfriedhofs sowie die Evangelische Kirche stehen in Heßler unter Denkmalschutz.

## Sport
Örtliche Sportvereine sind der SV Gelsenkirchen-Hessler und die DJK Grün-Weiß Heßler 1921.

## Verkehr
Der Rhein-Herne-Kanal führt parallel zur Emscher durch den Stadtteil. Auf dem Gebiet von Heßler liegen die beiden Anschlussstellen Gelsenkirchen-Heßler und Gelsenkirchen-Zentrum der A 42.